# Lycenchelys albomaculata
Lycenchelys albomaculata és una espècie de peix de la família dels zoàrcids i de l'ordre dels perciformes.

## Morfologia
- Els mascles poden assolir 43,8 cm de longitud total.[4][5]

## Hàbitat
És un peix marí i d'aigües profundes que viu entre 53-1.300 m de fondària.

## Distribució geogràfica
Es troba al Japó i la mar d'Okhotsk.

## Observacions
És inofensiu per als humans.